# Rawicz
Rawicz is een stad in het Poolse woiwodschap Groot-Polen, gelegen in de powiat Rawicki.
De oppervlakte bedraagt 7,81 km², het inwonertal 21.398 (2005).

## Verkeer en vervoer
- Station Rawicz

## Geboren
- Robert Maćkowiak (1970), sprinter
- Anita Włodarczyk (1985), kogelslingeraarster
- Karol Świderski (1997), voetballer

## Concentratiekamp
Tijdens de Tweede Wereldoorlog hebben de Duitse bezetters te Rawicz een concentratiekamp opgericht.

### Doorgestuurd
Onder andere de volgende personen zijn van hier doorgestuurd naar Mauthausen:
- Oscar de Brey (1921-1944)
- Joseph Bukkens (1916-1944
- Barend Klooss  (1913-1944)
- Johannes Cornelis Dane (1917-1944)
- George Jambroes (1905-1944)
- Antoon Berend Mink (1918-1944)
- Laurens Punt (1918-1944)
- Antonius Johannes Wegner (1915-1944)

### Ontsnapt
- Victor Martin (1912-1989)

### Omgekomen
- Jan Christiaan Kist (1913-1943)
- Jacob Bakker (1917-1944)
- Jhr. mr. Ernst Willem de Jonge (1914-1944)
- Humphrey Max Macaré (1921-1944)
- Adriaan Klaas Mooy (1919-1944)
- Felix Dono Ortt (1907-1944)
- Herman Overes (1908-1944)
- Hermanus Parlevliet (1916-1944)
- Charles Christiaan Pouwels (1923-1944)[1]
- Frederik Willem Rouwerd (1912-1944)

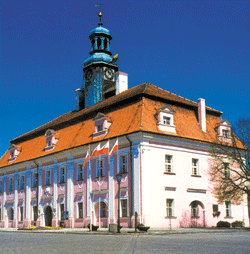
Stadhuis van Rawicz